# Jan Pelingotto
Jan Pelingotto (ur. w 1240 w Urbino, zm. 1 czerwca 1304) – włoski tercjarz franciszkański i błogosławiony Kościoła katolickiego.

## Życiorys
Po rozdaniu ubogim swego majątku i po wstąpieniu do III Zakonu św. Franciszka z Asyżu troszczył się o potrzebujących. W 1300 roku wyruszył do Rzymu w celu uzyskania odpustu Roku Świętego.
W 1918 roku został beatyfikowany przez papieża Benedykta XV.